# Electric Youth (banda)
Electric Youth es un dúo canadiense de Synth pop de Toronto, Ontario. El dúo está formado por Bronwyn Griffin (voz principal y coros) y Austin Garrick (sintetizadores y caja de ritmos).

## Historia
Garrick y Griffin han estado saliendo desde el 8.° curso. Obtuvieron cierta fama en 2011 cuando su canción «A Real Hero» se presentó de forma destacada en la película Drive. La canción fue escrita por Garrick y trata sobre el piloto Chesley Sullenberger y el aterrizaje forzoso del vuelo 1549. «A Real Hero» fue nominado para un MTV Movie Award 2012 en la categoría de "Mejor música", además en 2011 la revista Spin la nombró como una de las 20 mejores canciones de 2011.
Garrick dijo esto a la revista Rolling Stone en relación con el sonido del grupo:

La idea de recrear el pasado con la música no nos interesa, probablemente haya sido la mayor idea errónea de nuestra música y de lo que somos hasta ahora. La realidad es que estamos mucho más interesados en crear cosas para el futuro que cosas del pasado. Somos nostálgicos, no en el sentido de que anhelemos un tiempo diferente, porque amamos el presente, pero ¿cómo no recordar el pasado cuando todos los días vemos a la persona que nos enamora? desde el 7.° curso?"
Bronwyn Griffin.

A finales de 2013 firmaron con Last Gang Records y Secretly Canadian. El 30 de septiembre de 2014, la banda lanzó su álbum debut Innerworld a través de Last Gang Records en Canadá y Secretly Canadian en el resto del mundo. Rolling Stone declaró a Electric Youth uno de los diez artistas que necesitas conocer en 2014. En 2019 Electric Youth lanzó su tercer álbum titulado Memory Emotions, que contiene tres sencillos que ya se lanzaron antes del lanzamiento de álbum: «The Life», «ARAWA» y «Breatheles».

## Discografía
Álbumes de estudio
- Innerworld (2014)
- Breathing (2017)
- Memory Emotions (2019)